# 1961 год
1961 (ты́сяча девятьсо́т шестьдеся́т пе́рвый) год  по григорианскому календарю — невисокосный год, начинающийся в воскресенье. Это 1961 год нашей эры, 1‑й год 7‑го десятилетия XX века 2‑го тысячелетия, 2‑й год 1960‑х годов. Он закончился 64 года назад.
| Пн | Вт | Ср | Чт | Пт | Сб | Вс |
|    |    |    |    |    |    | 1  |
| 2  | 3  | 4  | 5  | 6  | 7  | 8  |
| 9  | 10 | 11 | 12 | 13 | 14 | 15 |
| 16 | 17 | 18 | 19 | 20 | 21 | 22 |
| 23 | 24 | 25 | 26 | 27 | 28 | 29 |
| 30 | 31 |    |    |    |    |    |

| Пн | Вт | Ср | Чт | Пт | Сб | Вс |
|    |    | 1  | 2  | 3  | 4  | 5  |
| 6  | 7  | 8  | 9  | 10 | 11 | 12 |
| 13 | 14 | 15 | 16 | 17 | 18 | 19 |
| 20 | 21 | 22 | 23 | 24 | 25 | 26 |
| 27 | 28 |    |    |    |    |    |

| Пн | Вт | Ср | Чт | Пт | Сб | Вс |
|    |    | 1  | 2  | 3  | 4  | 5  |
| 6  | 7  | 8  | 9  | 10 | 11 | 12 |
| 13 | 14 | 15 | 16 | 17 | 18 | 19 |
| 20 | 21 | 22 | 23 | 24 | 25 | 26 |
| 27 | 28 | 29 | 30 | 31 |    |    |

| Пн | Вт | Ср | Чт | Пт | Сб | Вс |
|    |    |    |    |    | 1  | 2  |
| 3  | 4  | 5  | 6  | 7  | 8  | 9  |
| 10 | 11 | 12 | 13 | 14 | 15 | 16 |
| 17 | 18 | 19 | 20 | 21 | 22 | 23 |
| 24 | 25 | 26 | 27 | 28 | 29 | 30 |

| Пн | Вт | Ср | Чт | Пт | Сб | Вс |
| 1  | 2  | 3  | 4  | 5  | 6  | 7  |
| 8  | 9  | 10 | 11 | 12 | 13 | 14 |
| 15 | 16 | 17 | 18 | 19 | 20 | 21 |
| 22 | 23 | 24 | 25 | 26 | 27 | 28 |
| 29 | 30 | 31 |    |    |    |    |

| Пн | Вт | Ср | Чт | Пт | Сб | Вс |
|    |    |    | 1  | 2  | 3  | 4  |
| 5  | 6  | 7  | 8  | 9  | 10 | 11 |
| 12 | 13 | 14 | 15 | 16 | 17 | 18 |
| 19 | 20 | 21 | 22 | 23 | 24 | 25 |
| 26 | 27 | 28 | 29 | 30 |    |    |

| Пн | Вт | Ср | Чт | Пт | Сб | Вс |
|    |    |    |    |    | 1  | 2  |
| 3  | 4  | 5  | 6  | 7  | 8  | 9  |
| 10 | 11 | 12 | 13 | 14 | 15 | 16 |
| 17 | 18 | 19 | 20 | 21 | 22 | 23 |
| 24 | 25 | 26 | 27 | 28 | 29 | 30 |
| 31 |    |    |    |    |    |    |

| Пн | Вт | Ср | Чт | Пт | Сб | Вс |
|    | 1  | 2  | 3  | 4  | 5  | 6  |
| 7  | 8  | 9  | 10 | 11 | 12 | 13 |
| 14 | 15 | 16 | 17 | 18 | 19 | 20 |
| 21 | 22 | 23 | 24 | 25 | 26 | 27 |
| 28 | 29 | 30 | 31 |    |    |    |

| Пн | Вт | Ср | Чт | Пт | Сб | Вс |
|    |    |    |    | 1  | 2  | 3  |
| 4  | 5  | 6  | 7  | 8  | 9  | 10 |
| 11 | 12 | 13 | 14 | 15 | 16 | 17 |
| 18 | 19 | 20 | 21 | 22 | 23 | 24 |
| 25 | 26 | 27 | 28 | 29 | 30 |    |

| Пн | Вт | Ср | Чт | Пт | Сб | Вс |
|    |    |    |    |    |    | 1  |
| 2  | 3  | 4  | 5  | 6  | 7  | 8  |
| 9  | 10 | 11 | 12 | 13 | 14 | 15 |
| 16 | 17 | 18 | 19 | 20 | 21 | 22 |
| 23 | 24 | 25 | 26 | 27 | 28 | 29 |
| 30 | 31 |    |    |    |    |    |

| Пн | Вт | Ср | Чт | Пт | Сб | Вс |
|    |    | 1  | 2  | 3  | 4  | 5  |
| 6  | 7  | 8  | 9  | 10 | 11 | 12 |
| 13 | 14 | 15 | 16 | 17 | 18 | 19 |
| 20 | 21 | 22 | 23 | 24 | 25 | 26 |
| 27 | 28 | 29 | 30 |    |    |    |

| Пн | Вт | Ср | Чт | Пт | Сб | Вс |
|    |    |    |    | 1  | 2  | 3  |
| 4  | 5  | 6  | 7  | 8  | 9  | 10 |
| 11 | 12 | 13 | 14 | 15 | 16 | 17 |
| 18 | 19 | 20 | 21 | 22 | 23 | 24 |
| 25 | 26 | 27 | 28 | 29 | 30 | 31 |

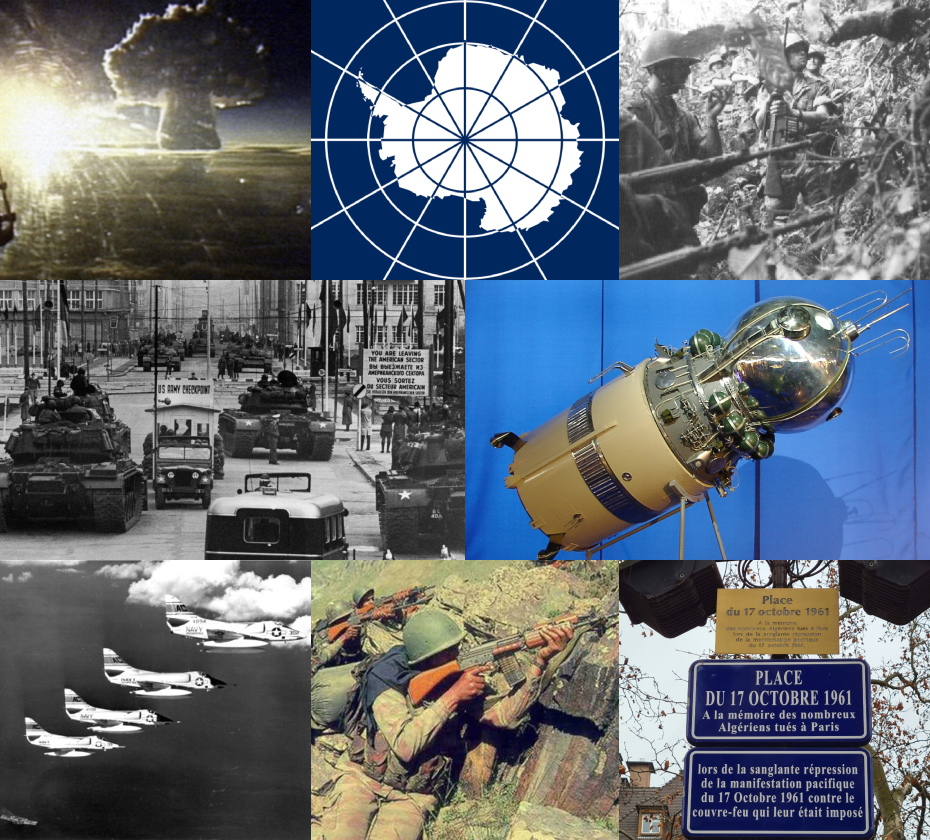
По часовой стрелке, сверху слева: на территории Советского Союза была взорвана Царь-Бомба, став самой мощной ядерной бомбой в истории. Вступил в силу Договор об Антарктике. Португальские партизаны во время Португальской колониальной войны в Африке. Макет «Востока-1», на котором советский космонавт Юрий Гагарин совершил первый полет человека в космос. Мемориал жертв погрома в Париже, в ходе которой во время Алжирской войны за независимость было убито 300 алжирцев. Индийские солдаты во время Индийской аннексии Гоа. Американские самолёты летят к побережью Плая-Хирон во время операции в бухте Кочинос на Кубе. Напряженность в Берлине достигла пика и завершилась возведением Берлинской стены.

По решению ООН 1961 год был объявлен Международным годом здравоохранения и медицинских исследований.

## События

### Январь
- 1 января
  - Десятикратная деноминация в СССР.
  - Денежная единица «фартинг», находящаяся в обращении в Великобритании с XIII века, перестала быть платёжным средством.
- 2 января — Фидель Кастро просит Управление интересов США на Кубе сократить свой штат с более чем 200 человек до 11 (соответственно числу кубинцев в Управлении интересов Кубы в США). Правительство США отказывается сокращать личный состав и на следующий день разрывает отношения с Кубой.
- 3 января — Катастрофа DC-3 под Ваасой (Финляндия), погибли 25 человек.
- 7 января — в Непале королевской прокламацией запрещена деятельность всех политических партий и организаций[2].
- 8 января — Французский референдум по самоопределению Алжира, 75 % высказалось за самоопределение Алжира.
- 11 января — в Лаосе после захвата силами Патриотического фронта города Сиангкхуанг прервано сообщение между Вьентьяном и королевской резиденцией в Луангпхабанге. В Самныа сформирован Национальный военный совет — совместное военное командование ПФЛ и правительственных войск[3].
- 17 января — катангскими сепаратистами расстрелян первый премьер-министр независимой Республики Конго Патрис Лумумба с двумя соратниками.

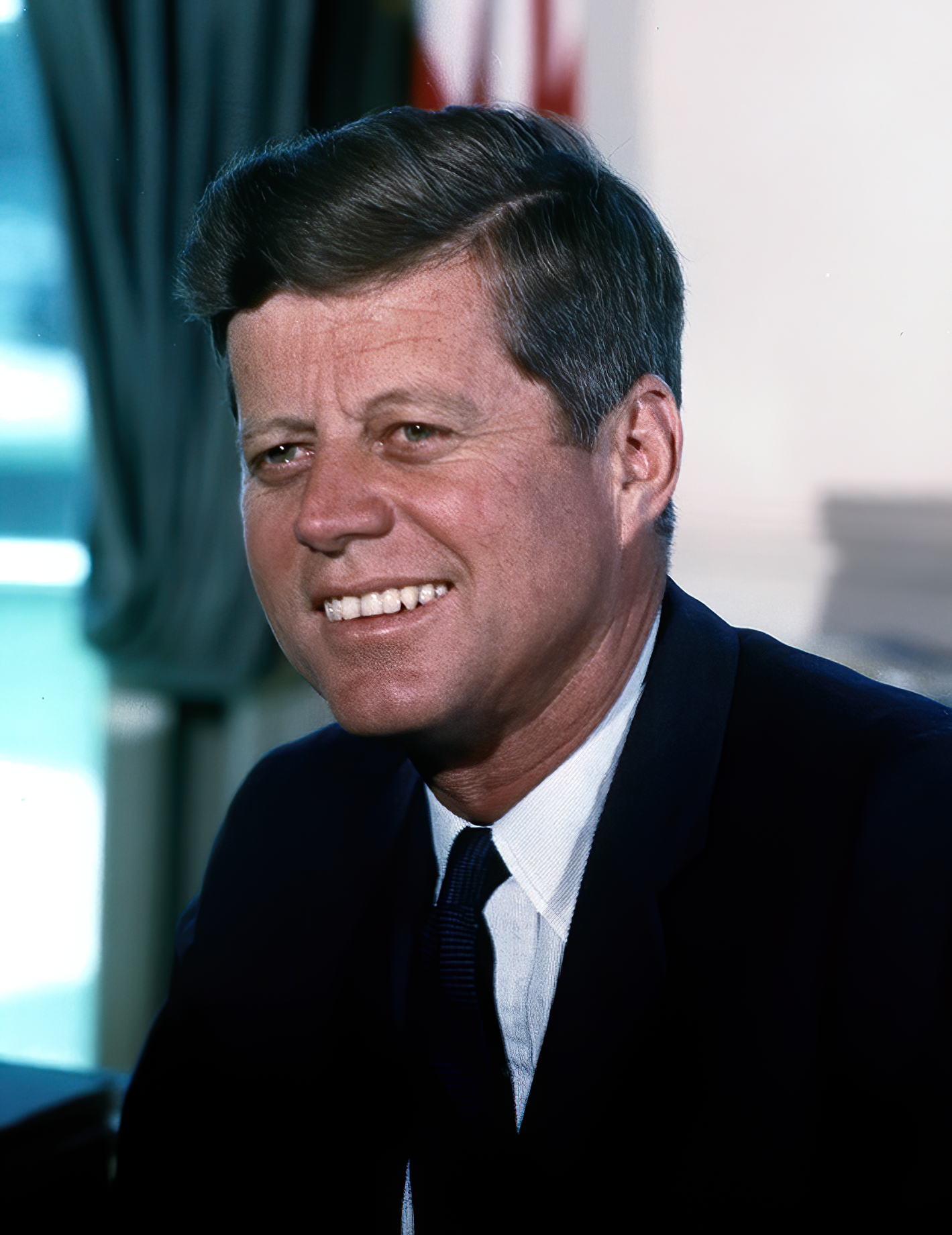
Джон Фицджералд Кеннеди — 35-й Президент США

- 20 января — Джон Кеннеди сменил Дуайта Эйзенхауэра на посту президента США.
- 23 января — Национальный конгресс Венесуэлы принял новую конституцию (действовала до 1999 года).
- 24 января — Авиакатастрофа под Голдсборо: американский стратегический бомбардировщик B-52G разрушился в воздухе. На борту находились термоядерные бомбы, которые не взорвались.
- 25 января — в результате военного переворота в Сальвадоре Правительственная хунта заменена на Военно-гражданскую директорию.
- 27 января — гибель советской подводной лодки С-80, погибли 68 человек.
- 28 января — в Руанде (опека Бельгии) упразднена монархия.
- 31 января — суборбитальный полёт шимпанзе Хэма в США на космическом корабле «Меркурий-Редстоун-2».

### Февраль
- 4 февраля — в СССР запущен Тяжёлый спутник 01 к Венере.
- 4 февраля — в Анголе началось восстание против португальской колониальной администрации.
- 8 февраля — в Непале объявлено о начале «административной реорганизации» — чистки государственного аппарата[2].
- 12 февраля — в СССР запущен Спутник-8, «Тяжёлый спутник 02», Венера-1.
- 13 февраля
  - В Тиране открылся IV съезд правящей Албанской партии труда. Завершил работу 20 февраля, приняв директивы по 3-й пятилетке (1963—1965)[4].
  - В Калифорнии обнаружен, так называемый, Артефакт из Косо, представляющий собой свечу зажигания заключённую в железистую конкрецию[5].
- 15 февраля
  - НФОЮВ создана Армия освобождения Южного Вьетнама[6].
  - Авиакатастрофа под Брюсселем, погибли все 72 человека, в том числе сборная США по фигурному катанию, летевшая на чемпионат мира в Прагу. Чемпионат 1961 года был отменён.
- 18 февраля — реорганизация королевского правительства Непала. Король Махендра взял на себя обязанности министра обороны[7].
- 23 февраля — лидер Патриотического фронта Лаоса принц Суфанувонг и посетивший освобождённые районы премьер-министр Лаоса Суванна Фума подписали совместное коммюнике, в котором приветствовали победы Освободительной армии Лаоса, очистившей от войск Бун Ума провинции Хуапхан, Сиангкхуанг и Пхонгсали[8].

### Март
- 2 марта — принята конституция Республики Конго (Браззавиль), закрепившая авторитарный режим аббата Фюльбера Юлу[9].
- 9 марта — запущен Спутник-9, 4-й космический корабль-спутник.
- 13 марта — Куренёвская трагедия — прорыв дамбы в Бабьем Яру в Киеве. По официальным данным погибли 147 человек, по неофициальным — около 1500 человек.
- 14 марта — Авиакатастрофа над Юба-Сити.
- 16 марта — Катастрофа Ту-104 в Свердловске.
- 20 марта — город Акмолинск, центр новообразованного Целинного края, переименован в Целиноград[10].
- 21 марта
  - Правительство Антуана Гизенги в Стэнливиле объявило о низложении президента Конго Жозефа Касавубу за нарушения конституции. В столице страны Леопольдвиле это решение не признано[11].
  - Открыто Мегионское нефтяное месторождение.
- 25 марта — запущен Спутник-10, 5-й космический корабль-спутник.
- 25 марта — в Каире открылась III Конференция народов Африки, на которой были представлены 32 страны континента. Конференция стала последней[12].
- 27 марта — в Бангкоке открылась сессия блока СЕАТО. На ней Англия и Франция не поддержали предложение США об интервенции в Лаос и высказались за созыв международного совещания по лаосской проблеме[13].
- 28 марта — Катастрофа Ил-18 под Нюрнбергом.

### Апрель

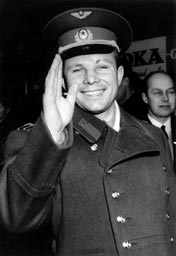
Советский космонавт Юрий Гагарин стал первым человеком, полетевшим в открытый космос

- 12 апреля — первый полёт человека в космос, который совершил Юрий Алексеевич Гагарин на космическом корабле «Восток».
- 16 апреля — Фидель Кастро выступил с публичным заявлением о социалистическом характере Кубинской революции[14].
- 17 апреля — высадка десанта кубинских эмигрантов, подготовленных ЦРУ, в заливе Кочинос.
- 18 апреля
  - Подписана Венская конвенция о дипломатических сношениях.
  - 18 и 26 апреля из СССР осуществлена первая в мире успешная радиолокация планеты Венеры.
- 20 апреля — на Кубе Радио Гаваны объявило о полном разгроме сил вторжения в заливе Кочинос.
- 21 апреля — восстание в Луанде (Ангола).
- 22 апреля
  - Недовольные политикой президента де Голля французские генералы подняли мятеж в Алжире[15].
  - Президент Гаити Франсуа Дювалье провёл выборы в новый парламент. Выборы проходили под наблюдением военных, солдаты конвоировали избирателей к урнам. На бюллетенях была сделана приписка: «Доктор Франсуа Дювалье — президент». После подсчёта голосов власти объявили, что поскольку в бюллетенях фигурировало имя Дювалье, то гаитяне «добровольно» переизбрали его на новый шестилетний срок.
- 24 апреля — председатели Женевской конференции 1954 года завершили работу по подготовке совещания по Лаосу и разослали соответствующие предложения заинтересованным сторонам[16].
- 25 апреля
  - Франция произвела испытание атомной бомбы в Реггане (пустыня Сахара).
  - Королевское правительство Лаоса во главе с принцем Суванна Фумой поддержало инициативы председателей Женевской конференции по национальному урегулированию[17].
- 26 апреля
  - Военный мятеж французской армии в Алжире потерпел поражение. Оран, Константина и Алжир сданы без сопротивления, генерал Шаль сдался и был отправлен в тюрьму Сантэ.
  - Конголезская армия арестовала президента самопровозглашённой Катанги Моиза Чомбе.
- 27 апреля — провозглашена независимость Сьерра-Леоне.
- 28 апреля
  - Советский лётчик Г. К. Мосолов на реактивном самолёте Е-66 достиг высоты 34 200 метров, поставив мировой рекорд высоты полёта.
  - Премьер-министр Лаоса принц Суванна Фума прибыл в Сиангкхуанг для переговоров по национальному примирению. На переговоры прибыли делегации Патриотического фронта Лаоса и «нейтралистов» Ле Конга, однако представители правительства Бун Ума в городе не появились[17].
- 30 апреля — в Антарктиде на станции Новолазаревская советский врач-хирург Леонид Рогозов выполнил себе операцию по поводу острого аппендицита.

### Май
- 1 мая — получила самоуправление британская колония Танганьика.
- 3 мая — Патриотический фронт Лаоса прекратил все военные действия на период переговоров о национальном примирении[17].
- 5 мая — 1-й пилотируемый старт США — 15-минутный суборбитальный космический полёт Алана Шепарда на корабле Меркурий-3.
- 8 мая — опубликована поддержанная Патриотическим фронтом Лаоса политическая программа правительства Суванна Фумы[17].
- 9 мая — плебисцит на островах Западного Самоа. Население архипелага высказалось за независимость.
- 13 мая — совместное коммюнике США и Южного Вьетнама, предполагавшее увеличение американских ассигнований на южновьетнамскую армию и посылку в Южный Вьетнам военных советников США[6].
- 16 мая
  - Военный переворот в Южной Корее (Военная революция). К власти пришёл Верховный Совет Национальной Перестройки. Президент Юн Бо Сон оставлен на своём посту[18].
  - В Женеве открылось международное совещание по мирному урегулированию в Лаосе[19].
- 20 мая
  - Принята первая конституция Мавритании[20].
  - В Эвиане начались переговоры между Францией и Временным правительством Алжирской Республики[21].
- 30 мая — по дороге в загородную виллу расстрелян заговорщиками во главе с генералом Антонио Имбертом диктатор Доминиканской Республики Рафаэль Трухильо[22].
- 31 мая — британский доминион Южноафриканский Союз провозглашён Южноафриканской Республикой (ЮАР)[23]

### Июнь
- 2 июня — вступил в силу договор создании Латиноамериканской ассоциации свободной торговли[24].
- 4 июня — вступил в силу договор между Гватемалой, Гондурасом, Никарагуа и Сальвадором о создании Центральноамериканского общего рынка[25].
- 13 июня — Франция прервала проходившие в Эвиане переговоры по алжирскому вопросу[21].
- 19 июня — правительство Великобритании и эмир Кувейта Абдалла III объявили об аннулировании договора 1899 года. Кувейт провозглашён независимым государством[26].
- 21 июня — была учреждена медаль «За оборону Киева», в тот же день Киеву присвоено звание города-героя.
- 22 июня
  - В Цюрихе (Швейцария) представители трёх противоборствующих группировок Лаоса принцы Суванна Фума, Суфанувонг и Бун Ум подписали совместное коммюнике, в котором соглашались на создание временного правительства национального единства[27].
  - Катастрофа стратегического бомбардировщика «Ту-16» в Татарской АССР, погиб весь экипаж, 6 человек[28].
  - Авария Ил-18 под Богородицком. Из-за пожара в двигателе самолёт совершил вынужденную посадку в поле. Никто из 97 человек на борту не погиб[29].

### Июль
- 3 июля — генерал-майор Пак Чжон Хи стал председателем Верховного Совета Национальной Перестройки Южной Кореи.
- 4 июля — радиационная авария реакторной установки на АПЛ К-19 проекта 658. От переоблучения погибли 8 человек.
- 5 июля — в Жетыбае (Казахстан) ударил мощный фонтан нефти.
- 9 июля — авиапарад в Тушино.
- 10 июля — Катастрофа Ту-104 в Одессе.
- 12 июля — Катастрофа Ил-18 под Касабланкой.
- 13 июля — в результате крушения в районе г. Энгельс разбился стратегический бомбардировщик «3М», погибли 7 человек[30].
- 18 июля — Астронавтическая комиссия Международной авиационной федерации утвердила достижения Ю. А. Гагарина в ходе первого космического полёта в качестве абсолютных мировых рекордов[31].
- 19 июля
  - Бизертинский кризис: французская авиация нанесла удар по тунисским войскам, блокировавшим французские военные базы в Бизерте. На следующий день президент Туниса Хабиб Бургиба объявил о разрыве дипломатических отношений с Францией и обвинил её в агрессии[31].
  - Катастрофа DC-6 под Пардо — крупнейшая в истории Аргентины (67 погибших).
- 20 июля — президент Египта Гамаль Абдель Насер подписал декреты о национализации 149 банков, страховых обществ и компаний[31].
- 21 июля
  - 2-й пилотируемый старт США — 16-минутный суборбитальный космический полёт Вирджила Гриссома на космическом корабле Меркурий-4.
  - Катастрофа DC-6 на Симии.
  - Бизертинский кризис: французский десант прорвался к центру Бизерты[31].
- 22 июля — президент Египта Гамаль Абдель Насер издал законы о перераспределении прибылей компаний и предприятий (25 % прибылей должны отчисляться в пользу рабочих и служащих).
- 24 июля — Бизертинский кризис: Генеральный секретарь ООН Даг Хаммаршёльд прибыл в Тунис для разрешения кризиса[31].
- 26 июля — президент Египта Гамаль Абдель Насер подписал декрет о сокращении максимума крупного землевладения (т. н. Вторая аграрная реформа)[32].
- 27 июля — в Египте запущен построенный с помощью СССР атомный реактор мощностью в 2000 КВт. Объявлено, что он предназначен для научных исследований[33].

### Август
- Берлинская стена возле Бранденбургских ворот. 1961 год.

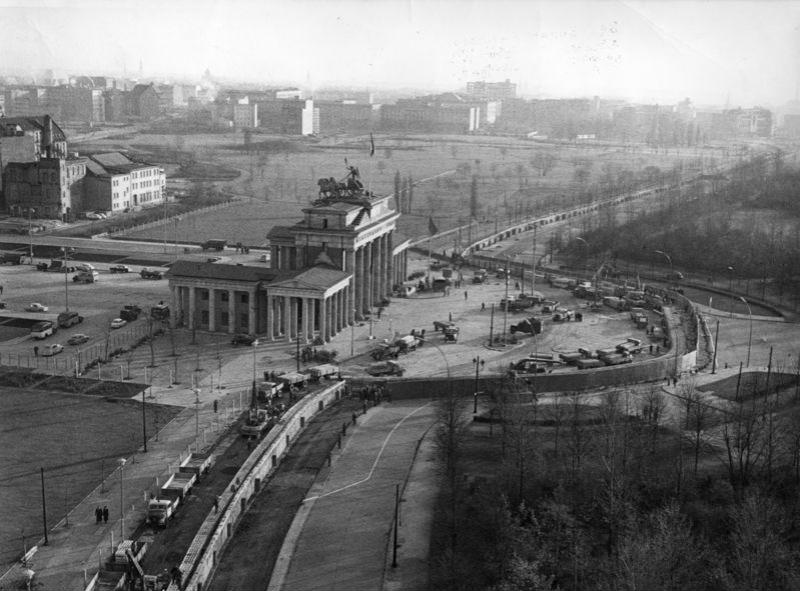
Берлинская стена возле Бранденбургских ворот. 1961 год.

- 2 августа — пожар на шахте № 18-бис близ г. Караганда, погибли 102 человека[34].
- 6—7 августа — полёт космического корабля «Восток-2» с космонавтом Германом Титовым.
- 8 августа — катастрофа стратегического бомбардировщика «Ту-16» в районе аэродрома Шайковка, погиб весь экипаж, 6 человек[28].
- 13 августа — начало строительства Берлинской стены протяжённостью 155 км, которая стала символом железного занавеса, разделившего Германию, Европу и весь мир на два противоборствующих лагеря.
- 15 августа — начало Советской торгово-промышленной выставки в Токио
- 19 августа — Столкновение автомобиля с подводной лодкой в городе Люсечиль (Швеция).
- 31 августа — Испания выводит последние войска из Марокко.

### Сентябрь
- 1 сентября — Катастрофа L-049 под Чикаго.
- 1—6 сентября — в Белграде (Югославия) прошла первая конференция Движения неприсоединения, на которой были представлены 25 стран Азии, Африки и Латинской Америки[12].
- 4 сентября — окончание Советской торгово-промышленной выставки в Токио.
- 5 сентября — открытие троллейбусного сообщения в Петрозаводске.
- 10 сентября — Катастрофа DC-6 в Шанноне.
- 11 сентября — бомбардировка Иракского Курдистана правительственной авиацией. Начало Сентябрьского восстания курдов, продолжавшегося до 1975 года.
- 17 сентября
  - Парламентские выборы в ФРГ.
  - Катастрофа L-188 в Чикаго.
- 18 сентября — в авиационной катастрофе вблизи города Ндола (ныне в Замбии) погиб Генеральный секретарь ООН Даг Хаммаршельд.
- С 24 сентября по 1 октября — прошло I Родосское Всеправославное совещание, которое стало первой крупной встречей представителей православных церквей с 787 года[35].
- 28 сентября — военный переворот в Дамаске, сирийские офицеры сформировали Высшее арабское революционное командование вооружённых сил. Сирия разорвала союз с Египтом и вышла из Объединённой Арабской Республики. Временным президентом и премьер-министром Сирии назначен Маамун аль-Кузбари[36].
- 29 сентября — президент ОАР Гамаль Абдель Насер отдал приказ о прекращении военных операций против Сирии и отозвал египетский десант, направлявшийся в порт Латакия[37].

### Октябрь
- 1 октября
  - Республика Камерун и британский Южный Камерун объединились в Федеративную Республику Камерун[38].
  - В Мали вступил в действие 1-й пятилетний план экономического и социального развития (1961—1965)[39].
- 2 октября — катастрофа стратегического бомбардировщика «Ту-16» в Приморском крае, погиб весь экипаж, 6 человек[28].
- 5 октября — Египет заявил о решении не препятствовать признанию Сирии другими странами и её вступлению в ООН и Лигу арабских государств[37].
- 8 октября — руководители противоборствующих группировок Лаоса принцы Суванна Фума, Суфанувонг и Бун Ум после трёхдневных переговоров договорились о количестве министерских постов в будущем правительстве национального единства[40].
- 11 октября — на Семипалатинском полигоне осуществлён первый подземный ядерный взрыв.
- 17 октября
  - В Москве открылся XXII съезд КПСС. В тот же день открыт Кремлёвский дворец съездов, в котором проходили заседания съезда[41].
  - Парижский погром.
- 18 октября
  - ООН приняла решение о прекращении опеки Новой Зеландии над Западным Самоа.
  - Президент Египта Гамаль Абдель Насер сформировал новое правительство после выхода Сирии из ОАР[37].
  - Король Лаоса Саванг Ватхана утвердил принца Суванна Фуму премьер-министром правительства национального примирения[40].
- 21 октября — в Египте по обвинению в предательстве национальных интересов отправлены в тюрьму лидеры распущенных в 1953 году политических партий[42].
- 27 октября — танковое столкновение у КПП «Чарли» (ФРГ, Берлин).
- 29 октября — в Москве на Театральной площади открыт памятник Карлу Марксу. Авторы монумента скульптор Л. Е. Кербель, архитекторы Р. А. Бегунц, Н. А. Ковальчук, В. Г. Макаревич и В. М. Моргулис.
- 30 октября — СССР провёл испытание ядерного устройства мощностью 50 мегатонн. Это самое мощное ядерное испытание в истории.
- 31 октября — принятие III Программы КПСС, начало «эпохи развёрнутого строительства коммунизма». По решению XXII съезда КПСС тело И. В. Сталина тайно вынесено из Мавзолея и захоронено у Кремлёвской стены.

### Ноябрь
- 2 ноября — катастрофа стратегического бомбардировщика «Ту-16» под Оршей, погиб весь экипаж, 6 человек[28].
- 5 ноября — пожар в школе деревни Эльбарусово. Погибли 106 детей и 4 взрослых.
- 7 ноября — президент Египта Гамаль Абдель Насер распустил Национальное собрание Египта и правящую партию Национальный союз[43].
- 8 ноября
  - Вышел в эфир первый выпуск программы КВН.
  - Катастрофа L-049 в Ричмонде.
- 10 ноября — Сталинград был переименован в Волгоград[44][45].
- 14 ноября — в результате всеобщих выборов на Филиппинах президентом страны избран Диосдадо Макапагал, получивший 55 % голосов. 61 % голосов и 74 из 104 мест в Палате представителей получила правящая Националистическая партия.
- 15 ноября — в Египте введена метрическая система мер и весов[37].
- 20 ноября — временным президентом и премьер-министром Сирии стал Иззат ан-Нусс.
- 24 ноября — Генеральной ассамблеей ООН принята Декларация о запрещении применения ядерного оружия для целей войны.
- 28 ноября — 9 декабря — всеобщая антиправительственная и антиамериканская забастовка в Доминиканской Республике.
- 30 ноября — Станция Московского метрополитена «Сталинская» переименована в «Семёновская».

### Декабрь
- 1 декабря — прошли выборы в Учредительное собрание Сирии[46].
- 8 декабря — в СССР приняты Основы гражданского законодательства и Основы гражданского судопроизводства. Введены в действие с 1 мая 1962 года[47].
- 9 декабря
  - Получила независимость британская колония Танганьика.
  - Лидеры политических партий Сирии подписали Хартию национального единства[36].
  - На парламентских выборах в Австралии победила Лейбористская партия, получившая 47,9 % голосов, однако и АЛП, и либерально-консервативная коалиция (42,1 %) получили по 62 из 124 мест в парламенте, премьер-министр либерал Роберт Мензис остался на посту.
- 10 декабря — СССР разорвал дипломатические отношения с Албанией.
- 12 декабря
  - Органы безопасности Японии провели аресты офицеров бывшей императорской гвардии, готовивших государственный переворот.
  - Принята временная Конституция Сирии[36].
  - В США запущен на орбиту первый в мире радиолюбительский спутник OSCAR-1.
- 14 декабря — Учредительное собрание Сирии избрало президентом страны Назима аль-Кудси[48].
- 17 декабря — Катастрофа Ил-18 под Миллеровом, погибли 59 человек.
- 18 декабря
  - Армия Индии произвела захват португальских колоний-анклавов Гоа, Даман и Диу на индийском побережье.
  - Женевское совещание по Лаосу одобрило согласованные тексты проектов Декларации и нейтралитете Лаоса и Протокола к ней[27].
- 20 декабря — формирование правительства Сирии поручено Маруфу аль-Давалиби[48].
- 27 декабря — премьер-министр Лаоса Суванна Фума и руководитель ПФЛ Суфанувонг прибыли во Вьентьян для переговоров, однако принц Бун Ум отказался продолжить диалог о национальном примирении[49].
- 31 декабря — Катастрофа Ил-18 под Минеральными Водами, погибли 32 человека.

### Без точных дат
- Компания ICI начала коммерческое производство параквата, ныне одного из наиболее распространённых гербицидов.
- В СССР выпущен первый бытовой стереофонический магнитофон «Яуза-10».
- В Вашингтоне основан Национальный музей военно-морских сил США[50].

## Персоны года
Человек года по версии журнала Time — Джон Кеннеди, президент США.

## Родились
См. также: [[Категория:Родившиеся в 1961 году]]

### Январь
- 2 января — Габриель Картерис, американская актриса и президент Гильдии актёров США.
- 3 января — Линн Хилл, американская спортсменка-скалолазка.
- 7 января — Екатерина Семёнова, советская и российская эстрадная певица, композитор и киноактриса.
- 13 января — Джулия Луи-Дрейфус, американская актриса и комик.
- 21 января — Игорь Азаров, советский и российский композитор и певец.
- 23 января
  - Ирина Волкова, советская актриса.
  - Надежда Рязанцева, российская актриса театра и кино, балетмейстер.
- 24 января
  - Настасья Кински, немецкая и американская актриса.
  - Ирина Шмелёва, советская и российская актриса театра и кино, заслуженная артистка Российской Федерации (1995).
- 26 января — Уэйн Гретцки, канадский хоккеист, один из самых известных спортсменов XX века.

### Февраль
- 1 февраля — Дэниел Тани, американский инженер-конструктор, астронавт НАСА.
- 2 февраля — Лорен Лэйн, американская актриса.
- 6 февраля
  - Юрий Онуфриенко, советский космонавт.
  - Сергей Чиграков, советский и российский рок-музыкант.
  - Константин Эрнст, генеральный директор ОРТ/«Первого канала» с 1999 года.
- 9 февраля — Марина Брусникина, театральный режиссёр, театральный педагог, заслуженная артистка России (2003).
- 10 февраля — Сергей Пенкин, советский и российский певец, композитор и актёр.
- 11 февраля — Кэри Лоуэлл, американская актриса и бывшая фотомодель.
- 15 февраля — Ирина Малышева, советская и российская актриса театра и кино, Заслуженная артистка Российской Федерации.
- 17 февраля — Илона Броневицкая, российская эстрадная певица, актриса, теле- и радиоведущая.
- 20 февраля — Имоджен Стаббс, английская актриса и драматург.
- 24 февраля — Эрна Сульберг, норвежский государственный и политический деятель, премьер-министр с 2013 по 2021 год.
- 26 февраля — Рэй Дон Чонг, канадская и американская актриса.

### Март
- 3 марта
  - Александр Иванов, российский рок-певец, солист группы «Рондо».
  - Мэри Пейдж Келлер, американская актриса и продюсер, в основном, известная по ролям на телевидении.
  - Анита Хегерланн, норвежская певица
- 5 марта — Елена Яковлева, российская актриса театра и кино, Народная артистка России (2008).
- 7 марта
  - Екатерина Унтилова, российская актриса театра и кино, заслуженная артистка России.
  - Мэри Бет Эванс, американская актриса мыльных опер.
- 8 марта — Кэмрин Менхайм, американская актриса
- 11 марта — Александр Рахленко, российский актёр и режиссёр дубляжа.
- 12 марта — Сергей Селин, советский и российский актёр театра и кино.
- 13 марта — Елена Малышева, российский врач, телеведущая, руководитель программ «Здоровье», «Жить здорово!», выходящих в эфир на ОАО «Первый канал» и «Радио России». Доктор медицинских наук, профессор.
- 14 марта — Пенни Джонсон Джеральд, американская телевизионная актриса.
- 15 марта — Оксана Мысина, российская актриса театра и кино, театральный режиссёр, радиоведущая, певица, создательница группы «ОКСи-РОКс».
- 21 марта — Кэсси Депайва, американская актриса мыльных опер.
- 22 марта — Александр Цекало, советский и российский музыкант, актёр, телеведущий, сценарист, продюсер.
- 27 марта
  - Никита Джигурда, российский актёр и певец.
  - Светлана Рябова, советская и российская актриса театра и кино, заслуженная артистка Российской Федерации, народная артистка России.
- 28 марта — Орла Брейди, ирландская актриса.

### Апрель
- 3 апреля
  - Эдди Мёрфи, американский комедийный актёр.
  - Грэйсен, Элизабет, американская актриса и модель.
- 4 апреля — Том Байрон — американский порноактёр и режиссёр фильмов для взрослых.
- 5 апреля
  - Лиза Зейн, американская актриса и певица.
  - Андреа Арнольд, британский кинорежиссёр, сценарист и актриса.
- 12 апреля
  - Юрий Гальцев, российский артист эстрады и клоунады, телеведущий, пародист, певец, актёр театра, кино и телевидения, заслуженный артист России. Художественный руководитель Театра Эстрады им. Аркадия Райкина в Санкт-Петербурге.
  - Магда Шубанский, австралийская актриса кино и телевидения, сценарист и продюсер.
- 14 апреля — Роберт Карлайл, шотландский актёр.
- 17 апреля — Сергей Селеменев — российский актёр.
- 18 апреля — Джейн Ливз, американская актриса английского происхождения.
- 19 апреля — Анна Герасимова (Умка), рок-бард, музыкант, поэт, литературовед, переводчик.
- 21 апреля — Кейт Вернон, канадская актриса.
- 25 апреля — Анна Алексахина, советская и российская актриса театра и кино, народная артистка России (2008).
- 26 апреля
  - Александр Заваров, советский и украинский футболист, тренер.
  - Джоан Чэнь, американская актриса китайского происхождения.
  - Галина Беляева, советская и российская актриса театра и кино.
- 28 апреля — Любовь Бирюкова, артистка, режиссёр, Заслуженный деятель искусств Республики Карелия (2005), Заслуженная артистка Российской Федерации (2011).
- 29 апреля
  - Светлана Аманова, советская и российская актриса театра и кино, народная артистка России (2006).
  - Елена Сотникова, советская и российская актриса театра и кино, преподаватель, заслуженная артистка России.

### Май
- 6 мая — Джордж Клуни, американский актёр, режиссёр, продюсер и сценарист и роль Брюса Уэйна / Бэтмена в фильме «Бэтмен и Робин».
- 7 мая — Любовь Германова, советская и российская актриса театра и кино.
- 9 мая — Тони О'Ши — английский дартсмен.
- 13 мая
  - Шивон Фэллон, американская актриса, комедиантка и певица.
  - Деннис Родман, американский баскетболист, игрок НБА, киноактёр роль торговец оружием Яз в фильме «Колония».
- 14 мая — Тим Рот — английский актёр.
- 21 мая — Галина Мороз, украинская актриса театра и кино.
- 22 мая — Энн Кьюсак, американская актриса.
- 25 мая — Тите, главный тренер сборной Бразилии
- 27 мая — Пери Гилпин, американская телевизионная актриса
- 30 мая — Арина Шарапова — российская телеведущая
- 31 мая — Лиа Томпсон, актриса и режиссёр

### Июнь
- 1 июня — Евгений Пригожин, российский предприниматель, олигарх (ум. в 2023).
- 2 июня — Алёна Яковлева, актриса Московского театра сатиры, заслуженная артистка России (1999), народная артистка России (2008).
- 3 июня — Бодиль Йоргенсен, датская актриса.
- 4 июня — Карин Коновал, американская актриса
- 5 июня — Карен Кавалерян, советский и российский поэт-песенник армянского происхождения, драматург, член Союза писателей Москвы и России.
- 7 июня — Ким Уитли, американская актриса и комедиантка.
- 11 июня — Мария Барранко, испанская актриса. Дважды лауреат премии «Гойя».
- 12 июня — Юрий Розанов, российский спортивный телекомментатор (ум. в 2021).
- 24 июня — Курт Смит, английский музыкант, бас-гитарист, участник британского дуэта «Tears for Fears».
- 26 июня — Патрисия Ногера, венесуэльская актриса.
- 27 июня — Магомедэмин Гаджиев, глава администрации Каякентского района республики Дагестан
- 29 июня
  - Кимберлин Брану, американская актриса мыльных опер.
  - Шэрон Лоуренс, американская актриса, четырёхкратный номинант на премию «Эмми».

### Июль
- 1 июля — Диана, принцесса Уэльская (ум. в 1997).
- 2 июля — Сами Насери, французский актёр (серия Такси).
- 4 июля — Джули Уайт, американская актриса, лауреат премии «Тони» в 2007 году.
- 6 июля
  - Константин Кравинский актёр, радиоведущий радио «Эхо Москвы», журналист.(ум. в 2004)
  - Робин Антин, американская певица, танцовщица, актриса и хореограф.
  - Кимберли Фостер, американская актриса.
- 9 июля
  - Андрей Кагадеев, советский и российский рок-музыкант, основатель и лидер группы «НОМ».
  - Владимир Топильский, советский и российский телеведущий, спортивный комментатор.
- 15 июля
  - Лолита Давидович, канадская актриса сербо-словенского происхождения.
  - Валентина Пиманова, российская журналистка, кинопродюсер, режиссёр, сценарист, автор и ведущая программы «Кумиры».
- 16 июля — Алла Одинг, российская актриса театра и кино.
- 18 июля — Элизабет Макговерн, американская актриса.
- 19 июля — Лиза Лампанелли, американский стендап-комик, комедийная актриса кино и телевидения.
- 22 июля — Ирина Розанова, советская и российская актриса театра и кино, народная артистка Российской Федерации (2007).
- 23 июля — Вуди Харрельсон, американский актёр.
- 25 июля
  - Кэтрин Келли Лэнг, американская актриса.
  - Бобби Икес, американская актриса, кантри-певица и телеведущая
- 26 июля
  - Виктор Королёв, российский шансонье, певец, актёр.
  - Иоланда Чен, советская и российская спортсменка; телекомментатор.
- 28 июля — Скотт Эдвард Паразински, американский астронавт, доктор медицины.

### Август
- 1 августа — Илья Витальевич Кутик, русский поэт.
- 2 августа — Дмитрий Пучков, российский переводчик и актёр озвучивания, известный под псевдонимом «Гоблин».
- 3 августа — Молли Хейган, американская актриса.
- 4 августа
  - Барак Обама, 44-й президент Соединённых Штатов Америки (2009—2017).
  - Лорен Том, американская актриса.
- 5 августа
  - Джанет Мактир, британская актриса, дважды номинировавшаяся на премию «Оскар».
  - Ольга Иванова, российская театральная актриса, заслуженная артистка России.
- 6 августа — Тони Китэйн, американская актриса, модель.(ум. в 2021 год)
- 7 августа — Мэгги Уилер, американская актриса
- 13 августа — Донн Льюис, американская актриса и певица, наиболее известная благодаря своим ролям в телевизионных комедиях.
- 14 августа — Сьюзан Олсен, американская актриса и певица.
- 16 августа
  - Микаэла Де ла Кур, шведская певица, актриса, модель и дизайнер
  - Саския Ривз, английская актриса.
  - Эльпидия Каррильо, мексиканская актриса, кинорежиссёр, сценарист, кинопродюсер и кинооператор.
- 17 августа — Кати Оутинен, финская актриса
- 18 августа — Тимоти Гайтнер, 75-й министр финансов США.
- 22 августа — Роланд Орзабал, английский музыкант, композитор, гитарист, участник британского дуэта «Tears for Fears».
- 25 августа
  - Сергей Крылов, российский певец, шоумен и актёр.
  - Элли Уокер, американская актриса
- 26 августа — Кэри Лайзер, американская актриса, сценарист и продюсер.
- 28 августа — Дженнифер Кулидж, американская комедийная актриса, стенд-ап комик, сценарист.

### Сентябрь
- 7 сентября — Ева Гримальди, итальянская актриса.
- 8 сентября — Ирина Селезнёва, советская, затем израильская актриса кино и театра.
- 9 сентября — Татьяна Макуришна, артистка Республиканский русский драматический театр Республики Башкортостан, народная артистка РБ.
- 11 сентября
  - Фёдор Добронравов, народный артист России.
  - Вирджиния Мэдсен, американская актриса кино и телевидения, продюсер.
- 12 сентября — Милен Фармер, французская певица, актриса.
- 13 сентября — Дэйв Мастейн, американский музыкант, лидер группы Megadeth
- 14 сентября — Мартина Гедек, немецкая актриса.
- 17 сентября — Янина Лисовская, советская и немецкая актриса театра и кино, театральный режиссёр, преподаватель актёрского мастерства.
- 18 сентября — Бернард Вербер, французский писатель, швейцарский миллионер.
- 21 сентября — Нэнси Трэвис, американская актриса и продюсер.
- 22 сентября — Бонни Хант, американская актриса кино, телевидения и озвучивания, комик, режиссёр, сценарист, продюсер и телеведущая.
- 25 сентября — Хизер Локлир, американская актриса и продюсер, шестикратный номинант на премию «Золотой глобус».
- 28 сентября — Ольга Мелихова, советская и российская актриса театра и кино.
- 30 сентября — Кристал Бернард, американская актриса и кантри-певица.

### Октябрь
- 9 октября
  - Шейла Келли, американская актриса.
  - Эллен Уиллер, американская актриса, режиссёр и продюсер мыльных опер.
- 10 октября
  - Джоди Бенсон, американская певица и актриса
  - Бонита Фридериси, американская актриса
  - Данута Стенка, польская актриса кино, театра, радио и телевидения.
- 13 октября — Минзаля Хайруллина, театральная актриса, Народная артистка Республики Башкортостан (2004)
- 15 октября
  - Вячеслав Бутусов, советский и российский вокалист, композитор.
  - Марина Капуро, советская и российская певица, заслуженная артистка России (1993), вокалистка кантри-фолк-рок-группы «Яблоко».
- 16 октября
  - Марк Леви, французский писатель-прозаик.
  - Ким Уэйанс, американская актриса, комик, сценарист, продюсер и режиссёр.
- 19 октября — Эвелина Сакуро, российская и белорусская актриса кино и театра.
- 27 октября — Игорь Бутман, российский джазовый музыкант, саксофонист.
- 28 октября — Марина Русакова, заслуженная артистка России (1998), народная артистка России (2006), артистка Белгородского драматического театра имени М. С. Щепкина.

### Ноябрь
- 2 ноября — Ганн, Джанет, американская актриса и режиссёр.
- 7 ноября — Наталья Платицына, советская и российская певица, поэтесса, художница, вокалистка группы «07» (ум. в 1999).
- 14 ноября — Юрга Иванаускайте, литовская художница, писательница, путешественница (ум. в 2007).
- 16 ноября — Сергей Галанин, советский и российский рок-музыкант, поэт, композитор и певец.
- 19 ноября — Мег Райан, американская актриса, продюсер.
- 22 ноября — Мэриел Хемингуэй, американская актриса и писательница.
- 25 ноября — Рано Кубаева, советская и узбекская актриса, кинорежиссёр, сценарист и продюсер.
- 26 ноября — Марси Уокер, американская актриса мыльных опер.
- 29 ноября — Ким Дилейни, американская актриса
- 30 ноября — Александр Лыков, советский и российский актёр театра и кино.

### Декабрь
- 5 декабря — Евгений Лищенко, советский поэт, рок-музыкант, художник. Основатель советской группы «Пик клаксон». (ум. в 1990)
- 8 декабря — Татьяна Аугшкап, советская и российская актриса театра и кино, заслуженная артистка России (1994).
- 10 декабря
  - Лолита Бородина, актриса театра и кино.
  - Ниа Пиплз, американская актриса, певица, телеведущая и продюсер.
- 19 декабря — Энджи Стоун, американская R&B и соул-исполнительница, автор песен, пианистка, продюсер.
- 24 декабря — Ильхам Алиев, президент Азербайджана с 2003 года.
- 30 декабря — Дуглас Коупленд, канадский писатель.

## Скончались

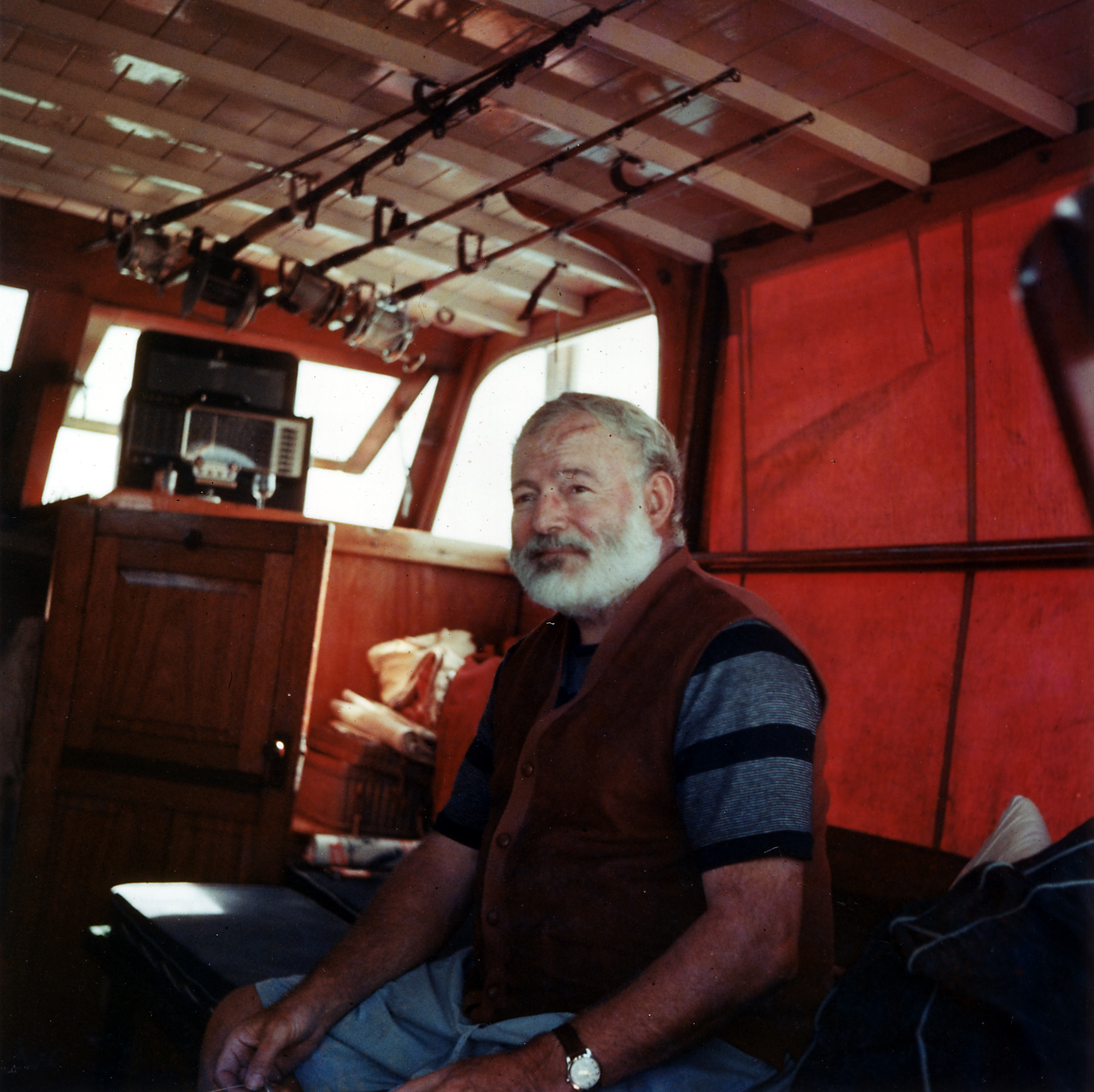
Хемингуэй

См. также: Категория:Умершие в 1961 году

### Январь
- 4 января — Эрвин Шрёдингер, австрийский физик, лауреат Нобелевской премии по физике 1933 года (род. в 1887).
- 9 января — Эмили Грин Болч, американская экономистка, социолог, пацифистка, лауреат Нобелевской премии мира 1946 года (род. в 1867).
- 10 января — Дэшил Хэммет, американский писатель, автор детективных романов, повестей и рассказов (род. в 1894).
- 11 января — Николай Колчицкий, священник Русской православной церкви, протопресвитер (с 1945), управляющий делами Московской Патриархии в 1941—1945 годах) (род. в 1890).
- 17 января — Патрис Лумумба, первый премьер-министр независимой Республики Конго (убит) (род. в 1925).

### Февраль
- 26 февраля — Мухаммед V — король Марокко с 1957 по 1961 год (умер на посту) (род. в 1909).

### Март
- 6 марта — Борис Вилькицкий, русский морской офицер, гидрограф, геодезист, исследователь Арктики, первооткрыватель Северной Земли (род. в 1885).
- 21 марта — Павел Абросимов, советский архитектор, лауреат Сталинской премии (род. в 1900).

### Апрель
- 6 апреля — Жюль Борде, бельгийский иммунолог и бактериолог, лауреат Нобелевской премии по физиологии и медицине за 1919 год (род. в 1870).
- 9 апреля — Ахмет Зогу, президент Албании в 1925—1928 и король в 1928—1939 годах (род. в 1895).
- 12 апреля — Мбарек Си Беккаи, первый премьер-министр Марокко (в 1955—1958 годах) (род. в 1907).

### Май
- 19 мая — Василий Зайцев, советский лётчик-ас, дважды Герой Советского Союза (род. в 1911).
- 30 мая — Рафаэль Трухильо, диктатор Доминиканской Республики, фактический правитель страны с 1930 по 1961 год (убит) (род. в 1891).

### Июнь
- 4 июня — Антонин Ладинский, русский писатель (род. в 1895).
- 6 июня — Карл Густав Юнг, швейцарский психиатр, психолог, философ, основатель аналитической психологии (род. в 1875).
- 13 июня — Витаутас Кайрюкштис, литовский художник (род. в 1890).

### Июль
- 2 июля — Эрнест Хемингуэй, американский писатель, лауреат Нобелевской премии по литературе 1954 года (род. в 1899).
- 17 июля — Ольга Форш, русская советская писательница, драматург (род. в 1873).
- 21 июля — Георгий Александров, советский партийный и государственный деятель, учёный-философ, академик АН СССР (род. в 1908).

### Август
- 3 августа — Золтан Тилди, первый президент Венгерской республики в 1946—1948 годах (род. в 1889).
- 14 августа — Надежда Обухова, российская, советская оперная певица. лауреат Сталинской премии l степени, народная артистка СССР (род. в 1886).
- 20 августа — Перси Уильямс Бриджмен, американский физик, лауреат Нобелевской премии по физике 1946 года (род. в 1882).
- 29 августа — Григорий Тютюнник, советский украинский писатель (род. в 1920)

### Сентябрь
- 4 сентября — Чарльз Данбэр Кинг, президент Либерии в 1920—1930 годах (род. в 1875).
- 17 сентября — Аднан Мендерес, премьер-министр Турции в 1950—1960 годах (род. в 1899).
- 18 сентября — Даг Хаммаршёльд, Генеральный Секретарь ООН, лауреат Нобелевской премии мира 1961 года (погиб в авиакатастрофе) (род. в 1905).

### Октябрь
- 2 октября — Пятрас Римша, литовский скульптор (род. в 1881).
- 4 октября — Митрополит Вениамин (Федченков), русский православный подвижник, миссионер, духовный писатель (род. в 1880).
- 19 октября — Серхио Осменья, президент Филиппин в 1944—1946 годах (род. в 1878).
- 26 октября — Милан Стоядинович, сербский и югославский политический деятель, в 1935—1939 годах премьер-министр Королевства Югославия (род. в 1888).
- 30 октября — Луиджи Эйнауди, президент Италии в 1948—1955 годах (род. в 1874).

### Ноябрь
- 26 ноября — Александр Гольденвейзер, русский и советский пианист и композитор, народный артист СССР, лауреат Сталинской премии (род. в 1875).

## Нобелевские премии
- Физика:
  - Роберт Хофштедтер — «За основополагающие исследования по рассеянию электронов на атомных ядрах и связанных с ними открытий в области структуры нуклонов»
  - Рудольф Людвиг Мёссбауэр — «За исследования резонансного поглощения гамма-излучения и открытие в связи с этим эффекта, носящего его имя».
- Химия — Мелвин Кальвин — «за исследование усвоения диоксида углерода растениями».
- Медицина и физиология — Георг Бекеши — «За открытие физических механизмов восприятия раздражения улиткой».
- Литература — Иво Андрич — «За силу эпического дарования, позволившую во всей полноте раскрыть человеческие судьбы и проблемы, связанные с историей его страны».
- Премия мира — Даг Хаммаршельд — «в знак признания всего того, что он сделал, чего добился и за что боролся: обеспечить мир и добрые отношения между странами и народами».